# Eutomopepla nonlineata
Eutomopepla nonlineata là một loài bướm đêm trong họ Geometridae.